# Toukoroba
Toukoroba est une localité et une commune rurale malienne de l'arrondissement de Sébété dans le cercle de Banamba et la région de Koulikoro.

## Villages
La commune s'étend sur 16 localités relevées lors du recensement général de 2009. 
Les villages les plus peuplés sont :
- Kondo (2 583 habitants) ;
- Toukoroba Bambara (1 576 habitants) ;
- Taran (851 habitants).